# Гуса, Вацлав
Вацлав Гуса (чеш. Václav Husa, 25 июня 1906 — 6 февраля 1965, Прага) — чехословацкий историк, учёный, педагог.

## Биография
Родился в городе Брандис-над-Лабем, где в 1924 году окончил среднюю школу. Поступил сначала в университет Дижона, где изучал языки, а затем на факультет искусств Карлова университета (Прага), изучая там историю, географию и историю искусств. В 1928—1929 годах учился в Париже и Ренне, где изучал французский язык и продолжал изучать историю и географию. В конце 1931 года после сдачи экзамена получил право преподавать историю и географию в средней школе, одновременно поступив в Государственную архивную школу, которую он окончил в 1934 году, 14 декабря того же года получив докторскую степень. В 1930—1934 годах Гуса также был параллельно научным сотрудником в архиве Национального музея.
27 сентября 1934 года он поступил на работу в архив Министерства внутренних дел, где оставался до 3 июня 1949 года, когда был назначен адъюнкт-профессором истории Чехословакии в Карловом университете в Праге, начав читать там лекции в марте 1948 года. С 1951 года и до конца жизни он заведовал кафедрой истории в этом университете, в 1952 году стал членом-корреспондентом Чехословацкой Академии Наук.

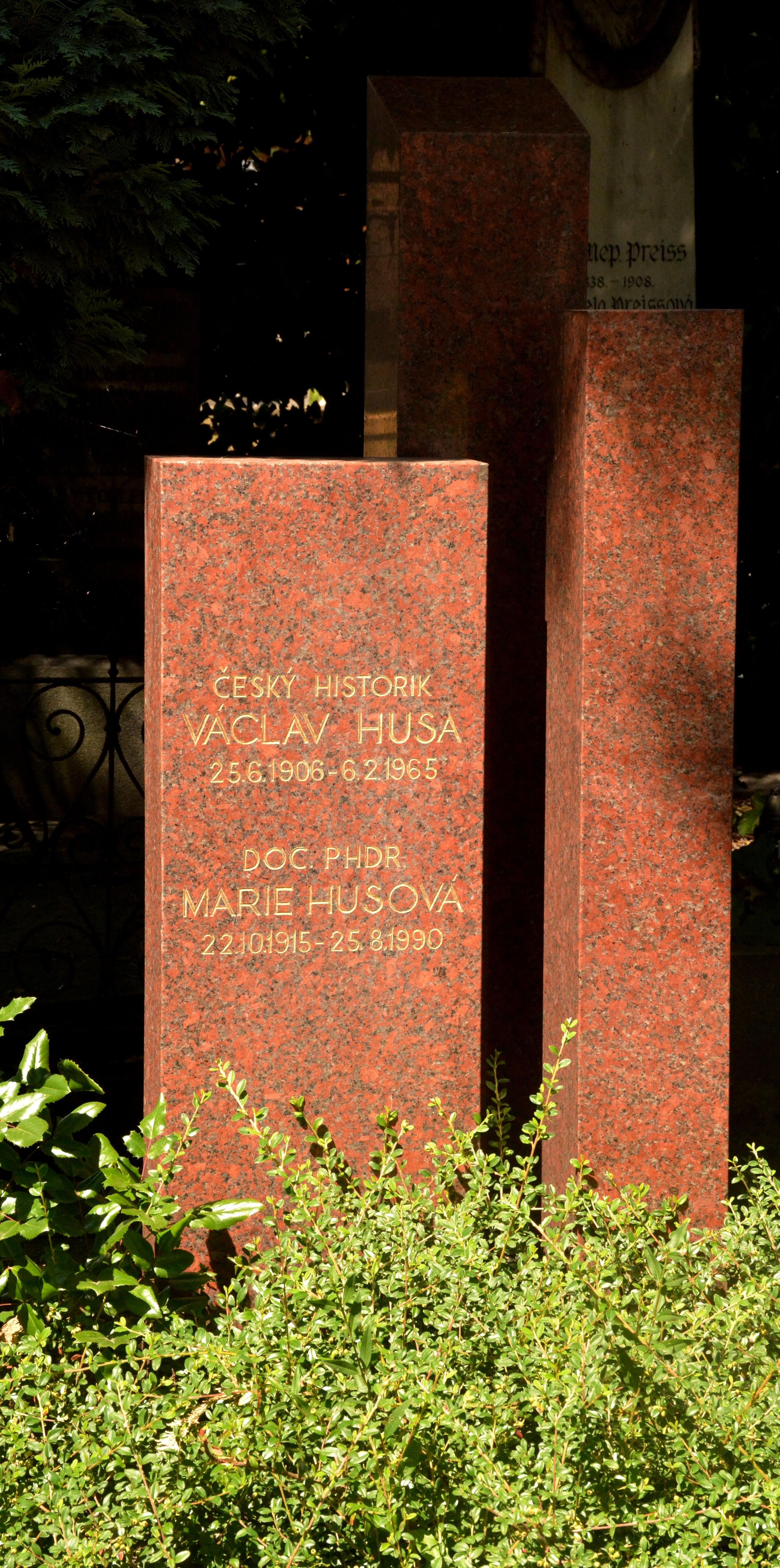
Надгробие на Вышеградском кладбище

Основные его научные исследования посвящены теоретическим вопросам экономической науки и социальной, экономической и культурной истории Чехословакии. На русский язык переведён его труд «История Чехословакии» (Прага, 1963).
Умер в 1965 году и был похоронен на Вышеградском кладбище в Праге.